# Morjärv
Morjärv (Lule-Samisch: Murájávrre) is een dorp binnen de Zweedse gemeente Kalix. Morjärv is altijd al een knooppunt geweest voor transport, waren het eerst de Saami die hier in de 13e eeuw al rondtrokken, later werd het een verkeersknooppunt voor de Zweden. Het is namelijk de enige plek binnen 51 kilometer om eenvoudig de Kalixälven over te steken. Ten noorden en zuiden van het dorp heeft de rivier de vorm van een langgerekt meer, maar ter plaatse van Morjärv liggen aantal eilanden tussen de linker- en rechteroever.
Morjärv wordt voor het eerst in 1539 genoemd; er zijn dan 6 akkers in gebruik en 10 personen die belasting moeten betalen. Het dorp groeit zeer langzaam uit tot 23 velden in 1851.
Rondom Morjärv ligt een aantal dorpen, die ervoor zorgen dat het gebied ongeveer 500 inwoners heeft. Grootste kern is Övermorjärv; andere zijn Forsbyn, Räktjärv, Tjäruträsk, Västenäs, Östra Flakaträsk en Östra Granträsk.

## Verkeer en vervoer
Bij de plaats lopen de Europese weg 10 (noord-zuid) en Länsväg 356 (west-oost).

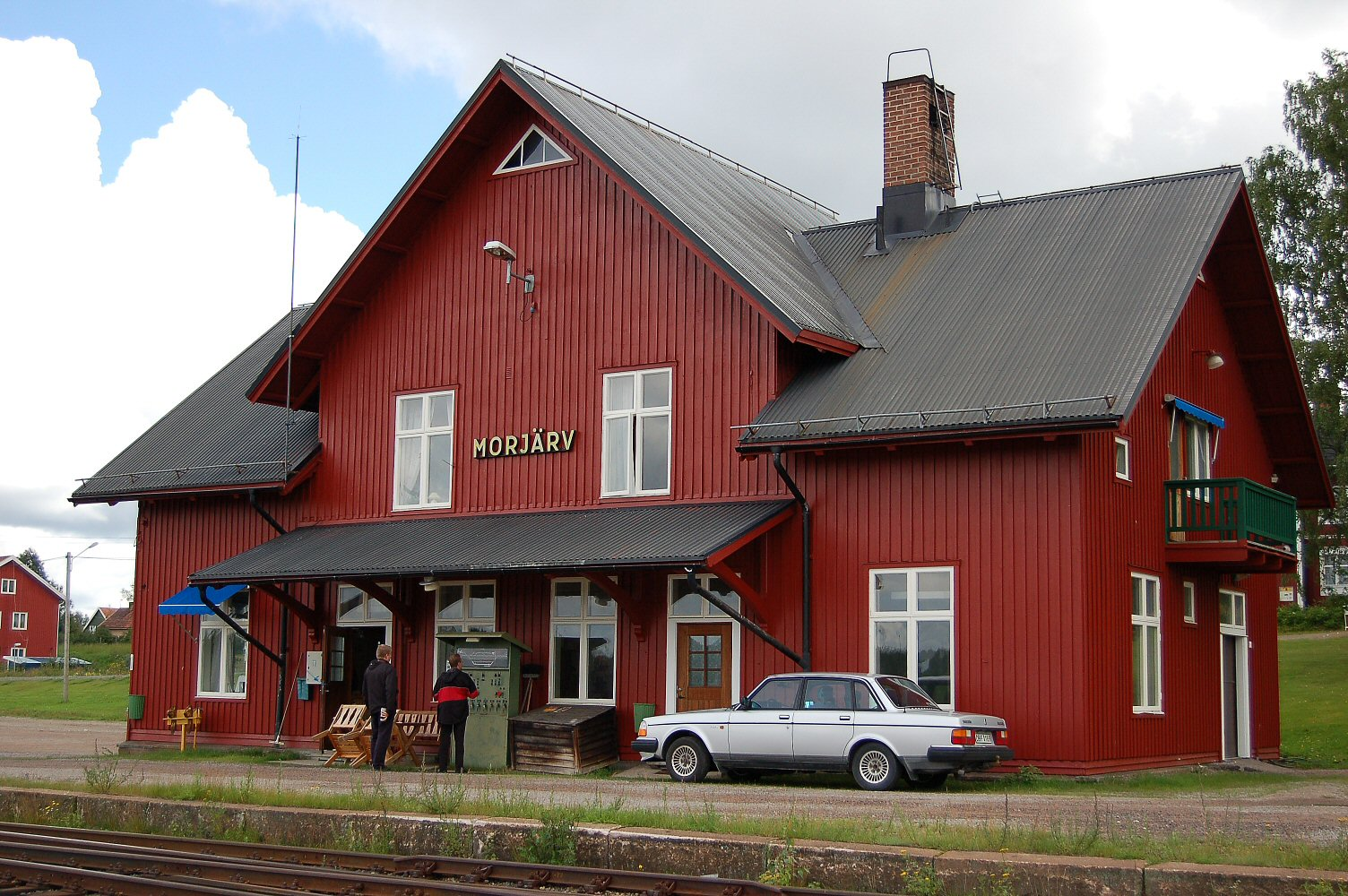
Station Morjärv

Morjärv was in het verleden een spoorwegkruispunt. Morjärv lag sinds 1902 aan de Haparandalijn en in de jaren 60 kwam daar de Kalixlijn bij. Beide lijnen verloren in 1992 het personenvervoer, maar er wordt gewerkt aan het herstel van de lijn om uiteindelijk in 2016 weer een verbinding te hebben tussen Boden, Kalix en Haparanda.

## Bron
- Homepage van dorpen binnen gemeente Kalix
- Eigen site voor het dorp

Bestuurscentrum: Kalix (tätort)
Tätort: Båtskärsnäs · Bredviken · Gammelgården · Karlsborg · Morjärv · Nyborg · Påläng · Risögrund · Rolfs · Sangis · Töre
Småort: Åkroken · Björkfors · Börjelsbyn · Granholmen · Innanbäcken · Innanlandet · Kälsjärv · Lappbäcken · Målson · Månsbyn · Ryssbält · Siknäs · Storön · Stråkanäs · Sören · Vallen · Vånafjärden
Overig: Björkvattnet · Bjumisträsk · Bondersbyn · Brattlandet · Empoberget · Forsbyn · Granån · Grubbnäsudden · Grytnäs · Hällfors · Holmträsk · Hömyrfors · Kamlunge · Klinten · Korpikå · Långfors · Lantjärv · Marieberg · Moån · Östanfjärden · Östra Flakaträsk · Östra Granträsk · Övermorjärv · Räktjärv · Rian · Småkvarn · Sockenträsk · Stora Lappträsk · Storsien · Tjäruträsk · Törböle · Törefors · Västannäs · Västra Flakaträsk · Vitvattnet ·